# La Chanson du souvenir (film, 1945)
Pour l’article homonyme, voir La Chanson du souvenir (film, 1937).
Pour plus de détails, voir Fiche technique et Distribution.
La Chanson du souvenir (A Song to Remember) est un film américain réalisé par Charles Vidor, sorti en 1945. C'est un remake du film allemand Abschiedswalzer (Valse de l'adieu) sur la vie de Frédéric Chopin, réalisé par Ernst Marischka et sorti en 1934 . 
Le film a fait l'objet de six nominations aux oscars en 1946 (meilleur acteur, meilleure photo, meilleur montage, meilleure musique, meilleur mixage et meilleure histoire).
La mélodie de l'étude op.10 no 3 en mi majeur de Chopin y est utilisée dans plusieurs scènes pour évoquer les liens du compositeur avec George Sand.

## Synopsis
Le jeune Frédéric Chopin fuit la Pologne révolutionnaire avec son professeur Józef Elsner pour faire carrière à Paris . Là, il tombe amoureux de l'écrivaine George Sand . Même si tout le monde commence à douter du talent de Chopin, elle croit toujours en lui. Malgré sa mauvaise santé, il part en tournée de concerts en Europe sur l'insistance d'Elsner.

## Fiche technique
- Titre : La Chanson du souvenir
- Titre original : A Song to Remember
- Réalisation : Charles Vidor
- Scénario : Sidney Buchman d'après une histoire de Ernst Marischka
- Production : Sidney Buchman et Louis F. Edelman
- Studio de production : Columbia Pictures
- Direction musicale : Morris Stoloff
- Adaptateur musical : Miklós Rózsa
- Pianiste : José Iturbi
- Photographie : Allen M. Davey et Tony Gaudio
- Direction artistique : Lionel Banks et Van Nest Polglase
- Décors de plateau : Frank Tuttle
- Costumes : Walter Plunkett et Travis Banton
- Montage : Charles Nelson
- Pays d'origine :  États-Unis
- Langue : anglais
- Format : Couleur (Technicolor) - Son : Mono
- Genre : Drame
- Durée : 113 minutes
- Date de sortie : 18 janvier 1945 New York (USA)
- Affiche : Boris Grinsson (France)

## Distribution
- Paul Muni (V.F : Richard Francoeur) : Professeur Joseph Elsner
- Merle Oberon (V.F : Madeleine Duhau) : George Sand
- Cornel Wilde (V.F : Claude Bertrand) : Frédéric Chopin
- Nina Foch (V.F : Jacqueline Clair Roman) : Constantia
- George Coulouris (V.F : Pierre Morin) : Louis Pleyel
- Howard Freeman : Friedrich Kalkbrenner
- Stephen Bekassy (V.F : Jacques Beauchey) : Franz Liszt

Acteurs non crédités
- David Bond : Serviteur
- Fern Emmett : Madame Lambert
- John George : Serviteur
- Fay Helm : Madame Chopin
- Frank Puglia : Monsieur Jollet
- Michael Visaroff : Gouverneur russe
- Charles Wagenheim : Serveur